# Foggia Calcio 1988-1989
Questa voce raccoglie le informazioni riguardanti il Foggia Calcio nelle competizioni ufficiali della stagione 1988-1989.

## Rosa

La squadra con la seconda divisa bianca

| N. |                   | Ruolo | Calciatore           |
| -- | ----------------- | ----- | -------------------- |
|    | Italia (bandiera) | A     | Massimo Barbuti      |
|    | Italia (bandiera) | C     | Onofrio Barone       |
|    | Italia (bandiera) | C     | Mario Massimo Caruso |
|    | Italia (bandiera) | C     | Stefano Casale       |
|    | Italia (bandiera) | D     | Maurizio Codispoti   |
|    | Italia (bandiera) | C     | Mauro Conte          |
|    | Italia (bandiera) | A     | Nicola Coppola       |
|    | Italia (bandiera) | C     | Giovanni Costa       |
|    | Italia (bandiera) | D     | Mario De Rosa        |
|    | Italia (bandiera) | C     | Massimo Esposito     |
|    | Italia (bandiera) | D     | Antonio Fabbiano     |
|    | Italia (bandiera) | D     | Guglielmo Ferrante   |
|    | Italia (bandiera) | A     | Fabio Fratena        |

| N. |                   | Ruolo | Calciatore        |
| -- | ----------------- | ----- | ----------------- |
|    | Italia (bandiera) | P     | Luigi Genovese    |
|    | Italia (bandiera) | C     | Fedele Limone     |
|    | Italia (bandiera) | D     | Paolo List        |
|    | Italia (bandiera) | A     | Giorgio Lunerti   |
|    | Italia (bandiera) | P     | Francesco Mancini |
|    | Italia (bandiera) | C     | Mariano Marchetti |
|    | Italia (bandiera) | D     | Daniele Marsan    |
|    | Italia (bandiera) | C     | Luciano Orati     |
|    | Italia (bandiera) | D     | Pasquale Padalino |
|    | Italia (bandiera) | A     | Riccardo Petrucci |
|    | Italia (bandiera) | D     | Igino Re          |
|    | Italia (bandiera) | A     | Carlo Ricchetti   |
|    | Italia (bandiera) | D     | Antonio Schio     |

## Risultati

### Serie C1

#### Girone di andata
| 11 settembre 1988 1ª giornata | Foggia | 0 – 0 | Catania |  |

| 18 settembre 1988 2ª giornata | Frosinone | 1 – 0 | Foggia |  |

| 25 settembre 1988 3ª giornata | Casarano | 0 – 1 | Foggia |  |

| 2 ottobre 1988 4ª giornata | Foggia | 2 – 1 | Ischia Isolaverde |  |

| 9 ottobre 1988 5ª giornata | Torres | 0 – 0 | Foggia |  |

| 16 ottobre 1988 6ª giornata | Foggia | 2 – 0 | Vis Pesaro |  |

| 23 ottobre 1988 7ª giornata | Foggia | 1 – 0 | Perugia |  |

| 30 ottobre 1988 8ª giornata | Rimini | 1 – 1 | Foggia |  |

| 6 novembre 1988 9ª giornata | Foggia | 1 – 1 | Casertana |  |

| 13 novembre 1988 10ª giornata | Francavilla | 1 – 0 | Foggia |  |

| 20 novembre 1988 11ª giornata | Foggia | 2 – 0 | Salernitana |  |

| 27 novembre 1988 12ª giornata | Brindisi | 0 – 1 | Foggia |  |

| 4 dicembre 1988 13ª giornata | Foggia | 2 – 2 | Monopoli |  |

| 11 dicembre 1988 14ª giornata | Giarre | 0 – 0 | Foggia |  |

| 18 dicembre 1988 15ª giornata | Foggia | 1 – 0 | Campobasso |  |

| 31 dicembre 1988 16ª giornata | Cagliari | 0 – 0 | Foggia |  |

| 7 gennaio 1989 17ª giornata | Foggia | 1 – 1 | Palermo |  |

#### Girone di ritorno
| 15 gennaio 1989 18ª giornata | Catania | 0 – 0 | Foggia |  |

| 22 gennaio 1989 19ª giornata | Foggia | 2 – 0 | Frosinone |  |

| 5 febbraio 1989 20ª giornata | Foggia | 0 – 0 | Casarano |  |

| 12 febbraio 1989 21ª giornata | Ischia Isolaverde | 0 – 0 | Foggia |  |

| 19 febbraio 1989 22ª giornata | Foggia | 1 – 1 | Torres |  |

| 5 marzo 1989 23ª giornata | Vis Pesaro | 1 – 2 | Foggia |  |

| 12 marzo 1989 24ª giornata | Perugia | 1 – 1 | Foggia |  |

| 19 marzo 1989 25ª giornata | Foggia | 2 – 0 | Rimini |  |

| 25 marzo 1989 26ª giornata | Casertana | 2 – 1 | Foggia |  |

| 9 aprile 1989 27ª giornata | Foggia | 1 – 1 | Francavilla |  |

| 16 aprile 1989 28ª giornata | Salernitana | 0 – 0 | Foggia |  |

| 23 aprile 1989 29ª giornata | Foggia | 2 – 0 | Brindisi |  |

| 30 aprile 1989 30ª giornata | Monopoli | 1 – 1 | Foggia |  |

| 14 maggio 1989 31ª giornata | Foggia | 1 – 2 | Giarre |  |

| 21 maggio 1989 32ª giornata | Campobasso | 1 – 1 | Foggia |  |

| 28 maggio 1989 33ª giornata | Foggia | 2 – 0 | Cagliari |  |

| 4 giugno 1989 34ª giornata | Palermo | 1 – 1 | Foggia |  |